# Flumen (exogeologia)
En astrogeologia, flumen (plural flumina, abr. FM) és una paraula llatina que significa «riu» que la Unió Astronòmica Internacional (UAI) utilitza per designar el que podria semblar canals d'aigua o altres productes químics líquids, identificats a la superfície d'altres planetes o cossos celestes.
El nom s'utilitza actualment per descriure algunes formacions presents a Tità (el satèl·lit principal de Saturn).

## Flumina de Tità
| Flumen            | Latitud | Longitud | Diàmetre (km) | Epònim                                                                       | Referències |
| ----------------- | ------- | -------- | ------------- | ---------------------------------------------------------------------------- | ----------- |
| Apanohuaya Flumen | 84,29 N | 297,24 O | 64,00         | Riu mitològic a l'inframón asteca                                            | 15901       |
| Hubur Flumen      | 70,20 S | 192,85 O | 84,00         | El riu que desemboca a les portes de l'inframón en la mitologia mesopotàmica | 15470       |
| Karesos Flumen    | 70,90 S | 194,75 O | 83,00         | Riu que apareix a la Ilíada                                                  | 15469       |
| Saraswati Flumen  | 74,55 S | 193,51 O | 2,90          | Riu de la mitologia hindú                                                    | 15468       |
| Xanthus Flumen    | 83,47 N | 246,76 O | 78,00         | Riu que apareix a la Ilíada                                                  | 15436       |